# Jonas Quinn
Jonas Quinn és un personatge de la sèrie Stargate SG-1, interpretat per l'actor Corin Nemec.
És un habitant del planeta Kelowna amb una gran intel·ligència i una memòria quasi fotogràfica. Després del sacrifici d'en Daniel Jackson per salvar el seu planeta, passa a formar part de l'SG-1 durant un any aproximadament. Tot i que en un principi li va costar ser acceptat per la resta de membres de l'equip (especialment per en Jack) amb el temps s'acaba guanyant la seva confiança. Quan el doctor Jackson es reincorpora a l'equip, Jonas torna a Kelowna i es converteix en un negociador de pau per a la seva gent.